# Rainha das Flores
Rainha das Flores (titulada en español como Reina de las flores) es una telenovela portuguesa emitida por SIC desde el 9 de mayo de 2016 hasta el 13 de mayo de 2017. Fue producida por SP Televisão y criada por Alexandre Castro. Es protagonizada por Sandra Barata Belo, Pepê Rapazote, Marco Delgado y Isabel Abreu. La telenovela es emitida en México por Imagen Televisión.

## Trama
Rosa es una mujer muy feliz y exitosa. Su marido Daniel es su verdadero amor que junto con su hijastra Sophia y su hija Julia son el centro de su vida. La conocen como la “Reina de las Flores” por ser la dueña apasionada de “Floriz” la empresa que ella fundó y que ha convertido en un imperio empresarial.
Siendo muy religiosa decide irse a una peregrinación para agradecer a Dios todas las cosas buenas que le ha dado pero el viaje termina en tragedia. Rosa sufre un accidente automovilístico que la deja en coma. Después de varias semanas finalmente despierta a un mundo totalmente diferente. Los últimos 15 años se le han borrado de la mente. Se convierte en una extraña a sí misma y no reconoce a nadie a su alrededor.
De repente pide por su hermana Narcisa sorprendiendo a todos pues nadie la había escuchado hablar de ella anteriormente. Daniel sale tras la pista de Narcisa y encuentra a una mujer amargada, viviendo una vida de madre soltera simple y pobre con su hijo Bruno. Endurecida por la vida que lleva Narcisa, sin embargo, oculta un secreto inquietante. Algo terrible ocurrió en el pasado que separó a esas dos hermanas. Ni Rosa misma, con su amnesia, recuerda que pasó pero ahora caerá en una trampa peligrosa al traer a su hermana de vuelta a su vida. Narcisa piensa que la vida ha sido injusta con ella y llena de avaricia se las arregla para robarle la compañía de flores a su hermana. Ella destruirá la felicidad de Rosa, engañándola repetidamente para apoderarse de sus bienes.
Rosa se enamora de Marcelo, el médico que le salvó la vida pero este amor se interpone contra el desequilíbrio que la lleva a desligarse de todo lo que le es querido, tanto de trabajo como de familia. Pero el destino gira cuando Rosa, como si fuese por una sacudida eléctrica de diversos flashbacks y viejos recuerdos, cae en cuenta del engaño de su hermana. De ahí en adelante lucha para reconquistar su imperio y recuperar al verdadero amor de su vida, Daniel.
Esta es la historia de Rosa. Hecha con amor, flores, sueños, y lista para deleitar a públicos de todas partes.

## Elenco
| Actor/Actriz            | Personaje         |
| ----------------------- | ----------------- |
| Sandra Barata Belo      | Rosa Severo       |
| Isabel Abreu            | Narcisa Severo    |
| Pepê Rapazote           | Daniel de Sousa   |
| Marco Delgado           | Marcelo Ramos     |
| Gonçalo Diniz           | César Barros      |
| Rosa do Canto           | Carmen de Sousa   |
| Cristina Homem de Mello | Rute Barros       |
| Bárbara Lourenço        | Sofia de Sousa    |
| Luís Garcia             | Bruno Severo      |
| António Fonseca         | Fialho Barros     |
| Leonor Seixas           | Beatriz Correia   |
| Madalena Aragão         | Júlia de Sousa    |
| Ricardo Carriço         | Rui Sá            |
| Sara Salgado            | Renata Sá         |
| Marina Mota             | Alexandra Piedade |
| Bruno Lagrange          | Nuno Barros       |
| José Condessa           | Tiago Piedade     |
| João Ricardo †          | Moisés da Paz     |
| Maria d'Aires           | Maria da Paz      |
| João Arrais             | Rafael da Paz     |
| Marco Costa             | Tomás Rossi       |
| Débora Monteiro         | Marisa Rossi      |
| António Camelier        | Artur             |
| Afonso Lagarto          | Fernando Oliveira |
| Joaquim Horta           | Samuel Garcia     |
| Pedro Sousa             | Hugo Guedes       |
| Sofia Correia           | Lia Pereira       |
| Liliana Santos          | Paula Oliveira    |
| Mafalda Jara            | Gabriela Galvão   |
| Margarida Moreira       | Joana             |

## Transmisión
| País / Región | Canal             | Estreno                  | Título                 | Ref.        |
| --- | ----------------- | ------------------------ | ---------------------- | ----------- |
| Portugal | SIC               | 9 de mayo de 2016        | Rainha das Flores      | [ 2 ]       |
| Brasil | SIC Internacional | 13 de junio de 2016      | Rainha das Flores      | [ 3 ]       |
| Canadá | OMNI 1            | 25 de junio de 2018      | Rainha das Flores      | [ 4 ]       |
| Emiratos Árabes Unidos | MBC4              | 18 de noviembre de 2018  | وردة من الماضي         | [ 5 ]       |
| Alemania · Austria · Suiza | Sat.1 Emotions    | 3 de enero de 2019       | Frozen Memories        | [ 2 ]       |
| Israel | Viva              | 21 de octubre de 2019    | בטי בניו יורק          | [ 6 ]       |
| México | Imagen Televisión | 24 de febrero de 2020    | Reina de las Flores    | [ 7 ]       |
| Ecuador | TC Televisión     | 19 de septiembre de 2020 | La Reina de las Flores | [ 8 ] [ 9 ] |
| Estados Unidos Puerto Rico México Uruguay Argentina Chile Perú Colombia Ecuador Venezuela El Salvador República Dominicana Paraguay | Pasiones TV       | 12 de octubre de 2020    | Reina de Flores        | [ 10 ]      |